# Torre Gironella (sector)
La Torre Gironella és un sector del barri Est del municipi de Girona (Gironès). A mitjans del segle XX era un barri de barraques d'immigrants que s'hi havien instal·lat quan arribaren de la resta de paratges d'Espanya a la fi de la dècada de 1950, com havia succeït en altres paratges enlairats entorn de la ciutat, com a Montjuïc, prop la Torre d'Alfons XII, i en general a tota la carena de les Pedreres. La Torre Gironella dona nom a l'espai.
Els accessos des de la propera Torre Gironella, que li dona nom, al capdamunt del Passeig Arqueològic, són costeruts, i es van enfilant, amb cases a banda i banda, fins a un dels indrets més alts de l'entorn de la ciutat; des de la part més alta es té una magnífica i completa visió de 360° sobre la ciutat i els seus entorns: la Devesa i més enllà la Vall de la Llémena i la muntanya de la Barroca, el veí poble de Sarrià de Ter, darrere el qual, i a l'horitzó, s'albira la serralada dels Pirineus. Per una altra banda, seguint aquesta panoràmica, la muntanya de Montjuïc i als seus peus la Vall de Sant Daniel. Més ençà, i sota el turó damunt el qual es troba la barriada, el camí de les Creus i el Calvari. Seguint al circumferència de panoràmiques, la Torre d'Alfons XII i darrere i als seus peus la ciutat.
A l'anterior relació d'elements paisatgístics, cal afegir el permanent contacte amb els elements naturals, alguns dels quals recorden l'origen bàsicament d'Andalusia dels seus primitius habitants: alguna casa, emblanquinada, davant la qual es troben les figueres de moro característiques d'altres indrets, que conviuen amb tots els elements de confort i qualitat de vida que dona viure en un indret com aquest, amb el privilegi del paisatge renovat al llarg de les estacions de l'any a l'abast de totes les terrasses, balcons i finestres.